# Valiantsina Skrabatun
Valiantsina Skrabatun (rus: Валентина Александровна Скрабатун)  (Dušava, 23 de juliol de 1958) és una remadora belarussa, ja retirada, que va competir durant la dècada de 1990.
El 1996 va prendre part en els Jocs Olímpics d'Estiu d'Atlanta, on va guanyar la medalla de bronze en la prova del vuit amb timoner del programa de rem.